# Amiga 2500UX
Il Commodore Amiga 2500UX o Commodore A2500UX, comunemente conosciuto come Amiga 2500UX o A2500UX, è una workstation della Commodore International basata sulla piattaforma Amiga.
Presentato nel marzo 1989 al CeBIT (Hannover, Germania) e commercializzato dal 1989 al 1990, l'Amiga 2500UX rappresenta il primo tentativo di Commodore International di inserirsi nel difficile mercato delle workstation Unix ed è stato soppiantato da Commodore International con l'Amiga 3000UX, l'unica altra workstation Unix commercializzata da Commodore International.

## Importanza storica
L'Amiga 2500UX è il primo computer delle storia ad essere commercializzato con di serie un sistema operativo Unix dotato del windowing system X Window System.

## Versioni
L'Amiga 2500UX è stato commercializzato in due versioni distinte per microprocessore di serie: una versione era dotata di Motorola 68020 a 14,2 MHz, l'altra di Motorola 68030 a 25 MHz. Inizialmente è stata commercializzata la versione con Motorola 68020 a cui si è aggiunta, nel 1990, la versione con Motorola 68030.

## Descrizione
L'Amiga 2500UX si presenta in case desktop con due periferiche di serie: una tastiera alfanumerica con tastierino numerico e un mouse a due tasti. Il display video, necessario per l'utilizzo dell'Amiga 2500UX, non è compreso.
L'Amiga 2500UX è un Amiga 2000 al cui interno sono installati in più una scheda CPU di Commodore International (la Commodore A2620 o la Commodore A2630), un controller SCSI sempre di Commodore International (inizialmente il Commodore A2090, in seguito il Commodore A2091), e un hard disk SCSI da 80 MiB.
L'Amiga 2500UX è quindi dotato di due microprocessori: un Motorola 68000 a 7,09 MHz (negli Amiga 2500UX destinati ai Paesi utilizzanti lo standard televisivo PAL) o 7,16 MHz (negli Amiga 2500UX destinati ai Paesi utilizzanti lo standard televisivo NTSC) installato sulla scheda madre e un Motorola 68020 a 14,2 MHz installato sulla Commodore A2620 o un Motorola 68030 a 25 MHz installato sulla Commodore A2630. I due microprocessori non lavorano però in contemporanea, è solo possibile scegliere, via software, se utilizzare il microprocessore presente sulla scheda madre o quello presente sulla scheda CPU. Tenendo premuti entrambi i pulsanti del mouse in fase di boot del computer si entra infatti in un menu che permette di operare la scelta.
Per quanto riguarda il sistema operativo, l'Amiga 2500UX ha di serie, oltre al consueto AmigaOS, anche l'Amiga Unix, un porting di Unix System V. Dal medesimo menu con cui si può scegliere quale microprocessore utilizzare, si può anche scegliere quale dei due sistemi operativi utilizzare. Amiga Unix però è selezionabile solo se si utilizza il microprocessore presente sulla scheda CPU, in quanto Amiga Unix necessita di Motorola 68020 o 68030, FPU e MMU.
Differentemente dall'Amiga 1000, nell'Amiga 2500UX il Kickstart risiede in ROM, ma è possibile scegliere tra due sistemi operativi diversi grazie alle rom (massima versione 6.6) delle schede 2620 e 2630 che, tenendo premuti i due tasti del mouse, fanno scegliere se fare il boot con Amiga Unix, AmigaOS su 680x0 o AmigaOS su 68000. Tali schede hanno anche a bordo un jumper che permette di scegliere se fare il boot con Amiga UNIX o Amiga OS di default.